# Targeting (American Football)
Targeting ist ein Regelverstoß im nach NCAA-Regeln gespielten American Football. Es verbietet jeglichen erzwungenen Kontakt mit dem Helm, Unterarm, Schulter, Hand, Faust und Ellenbogen gegen den Kopf und Nackenbereich eines wehrlosen Spielers (defenseless Player) sowie jeglichen erzwungenen Kontakt mit der eigenen Helmkrone. Bestraft wird der Regelverstoß mit einem Raumverlust von 15 Yards und dem automatischen Spielausschluss des foulenden Spielers. Findet der Ausschluss in der zweiten Halbzeit eines Spiels statt, so ist der Spieler auch für die erste Hälfte des folgenden Spiels gesperrt. Wenn die technische Möglichkeit besteht, wird die Targeting-Entscheidung automatisch und unverzüglich mittels Videobeweis überprüft.
Als eigenständiger Regelverstoß wurde Targeting 2008 ins Regelwerk aufgenommen, zunächst noch ohne automatischen Spielausschluss. Dieser wurde erst zur Saison 2013 aufgenommen. Seit der Saison 2016 kann der Videoschiedsrichter auch ein Prüfen des Videomaterials beantragen, wenn er der Meinung ist, dass die Feldschiedsrichter ein Targeting nicht gesehen haben.
In der NCAA FBS ist das Aussprechen der Strafe seit 2013 stark angestiegen. Gab es in der Saison 2013 noch 0,04 Strafen für Targeting je Spiel, so waren es in der Saison 2016 bereits 0,17. Als Grund für die gestiegene Nutzung wird die steigende Selbstsicherheit der Schiedsrichter beim Auslegen der Strafe angenommen.
Die Regel wird kontrovers aufgenommen. Besonders der große Interpretationsspielraum in der Anfangszeit war umstritten, worauf die NCAA die Regelung auch änderte, um den Spielraum einzugrenzen. Einige sehen den automatischen Spielausschluss als zu hart an und weisen darauf hin, dass ein Targeting dadurch ein komplettes Spiel ändern könnte.